# Řády, vyznamenání a medaile Uzbekistánu

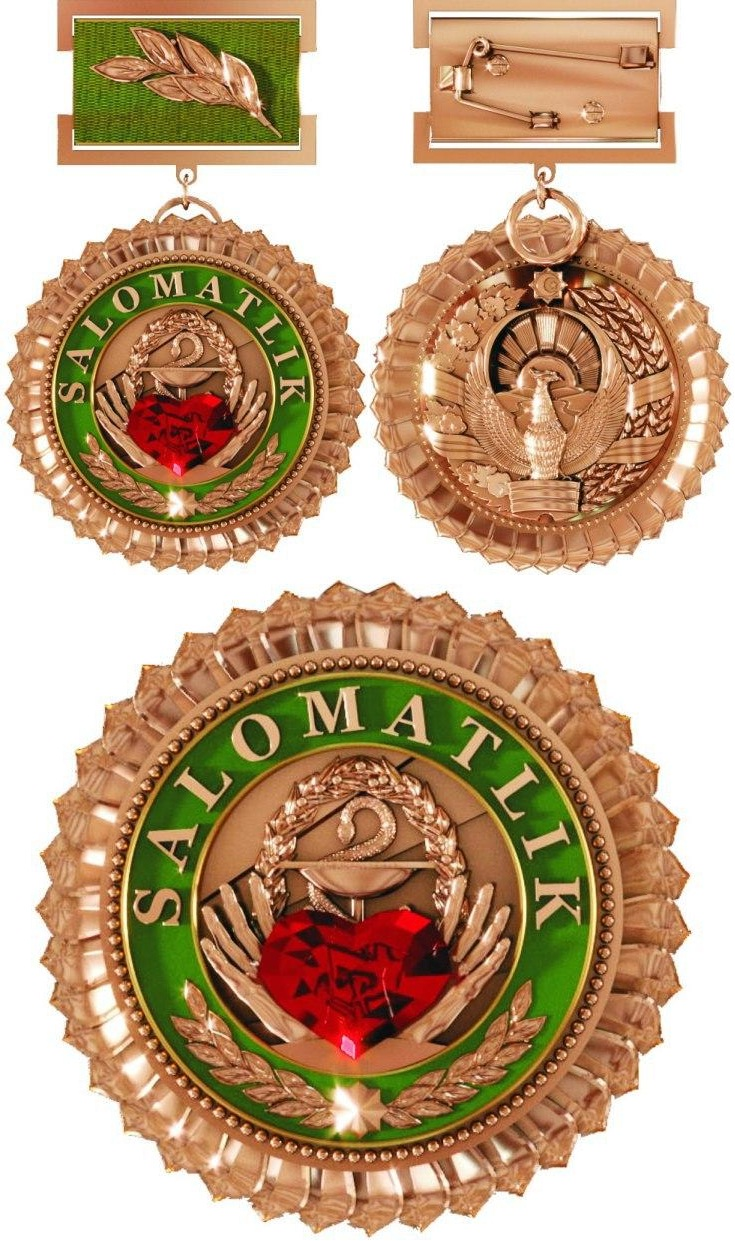
Řád zdraví I. třídy

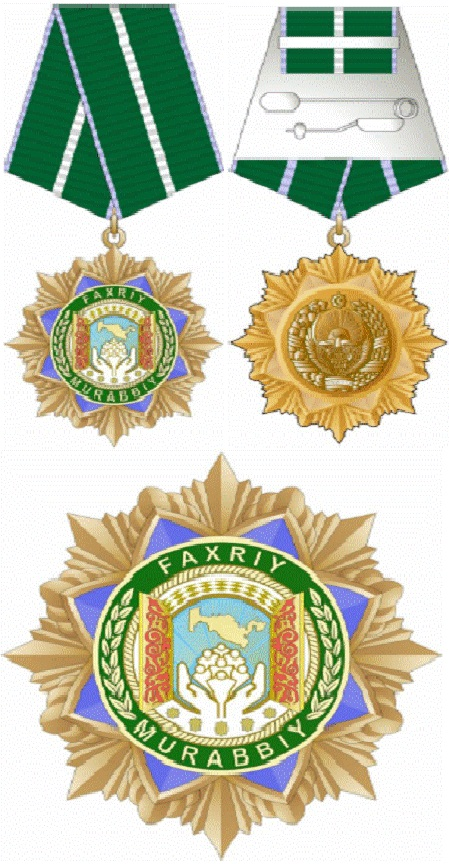
Řád čestného mentora

Státní vyznamenání Uzbekistánu se řídí podle zákonů Republiky Uzbekistán. Jsou nejvyšší formou ocenění pro občany Uzbekistánu. Nejvyšším z nich je čestný titul Hrdina Uzbekistánu.

## Obecná ustanovení
Státní vyznamenání Republiky Uzbekistán jsou regulována zákonem č. 176-I O státních vyznamenání ze dne 22. prosince 1995. Vyznamenání, pamětní předměty a odznaky založené a udílené prezidentem Uzbekistánu nejsou státními vyznamenáními.
Státní vyznamenání Uzbekistánu lze udělit občanům Uzbekistánu, cizincům i osobám bez státní příslušnosti. Všem mohou být udělena i posmrtně. Udělení jakéhokoliv vyznamenání, s výjimkou čestných titulů, může být provedeno pouze jednou za život. V některých případech mohou být státní vyznamenání udělena i administrativně-územním jednotkám, státním a ekonomickým řídícím orgánům, vojenským jednotkám, nestátním neziskovým organizacím, tvůrčím týmům a dalším právnickým osobám z Uzbekistánu i zahraničí.
Odebrání státního vyznamenání je možné v případě odsouzení nositele za závažný zločin či při spáchání přestupku jenž hanobí čest a důstojnost vyznamenání.

## Nejvyšší čestný titul
- Hrdina Uzbekistánu (Oʻzbekiston qahramoni) – Toto vyznamenání bylo založeno dne 5. května 1994. Udílen je občanům Uzbekistánu i cizincům za zásluhy o republiku.[1][2][3]

## Řády
- Řád nezávislosti (Mustaqillik) byl založen dne 5. května 1994. Udílen je za mimořádné zásluhy o budování a posilování nezávislého státu, zejména v oblasti rozvoje práva, míru a pokroku.[4][5]
- Řád Tamerlána (Amir Temur ordeni) byl založen dne 26. dubna 1996. Pojmenován byl po turkickém vojevůdci a dobyvateli Tamerlánovi. Udílen je za přínos k posílení státnosti, za významný přínos v oblasti architektury, vědy, literatury a umění a za zvláštní přínos k posílení mezinárodní spolupráce, míru a přátelství mezi národy.[6][7]
- Řád Džalála al-Dína Mangburniho (Jaloliddin Manguberdi) byl založen dne 30. srpna 2000. Udílen je vojenským velitelům za výjimečné hrdinství nebo za služby spojené s posílením národní obrany.[8]
- Řád velkého přátelství byl založen dne 11. března 2020. Udílí se občanům Uzbekistánu, cizincům i osobám bez státní příslušnosti za ušlechtilé činy v duchu humanismu či za rozvoj komplexních a prospěšných partnerských vztahů, posilování vzájemného respektu a důvěry mezi Uzbekistánem a dalšími státy.[9]
- Řád za vynikající zásluhy (Buyuk xizmatlari uchun) byl založen dne 29. srpna 1996. Udílen je občanům Uzbekistánu i cizincům za mimořádné zásluhy o vědu a techniku, ekonomiku, kulturu a domácí i zahraniční politiku.[10][11][12]
- Řád „Úcta k zemi“ (El-yurt hurmati) byl založen dne 28. srpna 1998. Udílen je občanům Uzbekistánu i cizincům za přínos k posílení nezávislosti země, za rozvoj mladé generace a za posilování prestiže státu.[13][14]
- Řád za nezištnou službu byl založen dne 29. srpna 2003. Udílen je civilnímu a vojenskému personálu za významný přínos k hospodářskému a kulturnímu rozvoji, posílení jeho obranyschopnosti a národní bezpečnosti.[15][16]
- Řád pracovní slávy (Mehnat Shuhrati) byl založen dne 30. srpna 1995. Udílen je za vynikající služby na podporu hospodářské obnovy a kulturního blahobytu lidí a za zachování míru a stability v Uzbekistánu.[17]
- Řád čestného mentora byl založen dne 9. června 2020. Udílen je občanům Uzbekistánu, kteří významně přispěli ke vzdělávání mladé generace v duchu lásky a oddanosti vlasti, za jejich ochranu před mimonárodními myšlenkami atd.[18]
- Řád za zdravou generaci byl založen dne 4. března 1993. Udílen je ve dvou třídách občanům Uzbekistánu za zvláštní zásluhy o ochranu matek a dětí, které poskytují nejlepší materiální podmínky a morální klima pro vývoj zdravé generace.[19][20]
- Řád cti a slávy byl založen dne 30. srpna 1995. Udílen je ve dvou třídách občanům Uzbekistánů a ve výjimečných případech cizincům za obětavost a odvahu prokázanou při obraně vlasti, za skvělé služby při posilování obranyschopnosti a národní bezpečnosti, zvyšování bojové připravenosti ozbrojených sil a zajišťování práva a pořádku v Uzbekistánu.[21]
- Řád přátelství (Doʻstlik ordeni) byl založen dne 5. května 1994. Udílen je občanům Uzbekistánu i cizincům za přínos k posílení přátelství, bratrství a vzájemného souladu mezi zástupci všech národů a národností a za přínos k rozvoji přátelství a spolupráce mezi uzbeckými národy.[22][23]
- Řád zdraví byl založen dne 5. května 2020. Udílen je ve dvou třídách občanům Uzbekistánu, cizincům i osobám bez státní příslušnosti za zvláštní zásluhy o rozvoj systému zdravotní péče v zemi, zlepšování veřejného zdraví a posilování mezinárodní spolupráce v této oblasti.[24]
- Řád Za udatnost (Mardlik) byl založen dne 11. září 2012. Udílen je civilistům a vojenskému personálu Uzbekistánu a ve výjimečných případech i zahraničním občanům, za službu a obranu vlasti, kteří prokázali mimořádnou odvahu.[25]

## Medaile
- Medaile Žasorat (Jasorat) byla založena dne 5. května 1994. Udílena je vojenskému personálu, zaměstnancům národní bezpečnosti a orgánům vnitra za odvahu při plnění služebních povinností, při zajišťování národní bezpečnosti, udržování veřejného pořádku a v boji proti zločinu.[26]
- Medaile Za loajální službu byla založena dne 6. července 2007. Udílí se občanům Uzbekistánu a ve výjimečných případech i cizincům za skvělé služby při posilování obranyschopnosti a národní bezpečnosti, zvyšování bojeschopnosti ozbrojených sil a zajišťování práva a pořádku.[27]
- Medaile Zdravý život byla založena dne 5. května 2020. Udílena je občanům Uzbekistánu a cizincům za zvláštní zásluhy o vytváření zdravého životního stylu mezi obyvatelstvem, stejně jako v oblasti tělesné kultury a sportu.[28]
- Medaile Tvůrce budoucnosti byla založena dne 28. prosince 2017. Udílena je občanům Uzbekistánu ve věku od 14 do 30 let, kteří oddaně slouží zájmům lidu, za projevy vlastenectví, obětavosti a píle, což přispívá ke zvýšení mezinárodní prestiže a slávy Uzbekistánu.[29]
- Medaile slávy (Shuhrat medali) byla založena dne 5. května 1994. Udílena je občanům Uzbekistánu i cizincům za svědomitou práci, kterou dosáhli velkého úspěchu v rozvoji ekonomiky, vědy a kultury a kteří vychovávají mladší generaci v duchu vlastenectví a oddanosti myšlenkám národní nezávislosti a sociálního pokroku.[30]

## Čestné tituly

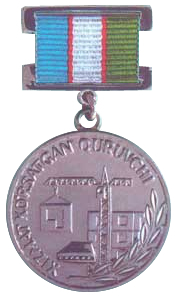
Zasloužilý stavitel Republiky Uzbekistán

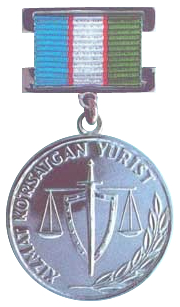
Zasloužilý právník Republiky Uzbekistán

Čestné tituly Republiky Uzbekistán jsou státní vyznamenání založená za účelem ocenění služeb společnosti v různých oblastech lidské činnosti. Udílení čestných titulů je upraveno zákonem Uzbekistánu č. 176-I O státních vyznamenání ze dne 22. prosince 1995 a zákonem Uzbekistánu č. 226-I O zřízení čestných titulů Republiky Uzbekistán ze dne 26. dubna 1996. Seznam čestných titulů je stanoven zákonem č. 226-I a čítá 35 čestných titulů, z toho je osm titulů v kategorii Lidový, dvacet šest v kategorii Zasloužilý a navíc čestný titul Pýcha Uzbekistánu.
- Lidový umělec Republiky Uzbekistán (Ўзбекистон Республикаси халқ артисти) se udílí vynikajícím umělcům za služby v oblasti rozvoje divadla, hudby, kina, jevištního umění, cirkusu, televizního a rozhlasového vysílání a také za školení a vzdělávání tvůrčích pracovníků.
- Lidový baši Republiky Uzbekistán (Ўзбекистон Республикаси халқ бахшиси) se udílí občanům Uzbekistánu za zásluhy o rozvoj lidového pěveckého umění a folklóru. Tento čestný titul byl zřízen 26. května 2000.
- Lidový spisovatel Republiky Uzbekistán (Ўзбекистон Республикаси халқ ёзувчи) se udílí spisovatelům, dramatikům, kritikům a literárním vědcům za zásluhy o rozvoj literatury a tvorbu výjimečných uměleckých děl.
- Lidový výtvarník Republiky Uzbekistán (Ўзбекистон Республикаси халқ рассоми) se udílí vynikajícím osobám věnujícím se výtvarnému umění za služby v oblasti malířství, grafiky, sochařství, uměleckých řemesel, divadla a kina.
- Lidový mistr Republiky Uzbekistán (Ўзбекистон Республикаси халқ устаси) se udílí lidovým řemeslníkům za zásluhy o rozvoj lidového umění a řemesel, národní kulturu a vzdělávání talentované mládeže. Tento čestný titul byl zřízen 1. května 1998.
- Lidový básník Republiky Uzbekistán (Ўзбекистон Республикаси халқ шоири) se udílí básníkům za zásluhy o rozvoj literatury a tvorbu vynikajících básnických děl.
- Lidový učitel Republiky Uzbekistán (Ўзбекистон Республикаси халқ ўқитувчиси) se udílí učitelům vzdělávacích institucí všech typů, stejně jako zaměstnancům veřejných vzdělávacích institucí za služby ve výuce a výchově dětí a mládeže.
- Lidový zpěvák Republiky Uzbekistán (Ўзбекистон Республикаси халқ ҳофизи) se udílí zpěvákům za jejich dovednosti, zvládnutí a rozvoj klasického i tradičního hudebního a básnického umění.
- Zasloužilý umělec Republiky Uzbekistán (Ўзбекистон Республикаси санъат арбоби) se udílí zástupcům tvůrčích profesí za zásluhy v oblasti literatury a umění, stejně jako za školení a vzdělávání tvůrčích pracovníků, za tvorbu děl vysoké umělecké hodnoty, jakož i lidovým řemeslníkům za tvorbu vynikajících děl lidového umění.
- Zasloužilý vědec Republiky Uzbekistán (Ўзбекистон Республикаси фан арбоби) se udílí vědcům za vynikající práci v oblasti vědy a techniky, za služby v oblasti podpory vědeckých úspěchů a školení vědeckých pracovníků a vysoce kvalifikovaných odborníků pro národní hospodářství republiky.
- Zasloužilý pracovník městské, domácí a obchodní sféry Republiky Uzbekistán (Ўзбекистон Республикасида коммунал, маиший ва савдо соҳасида хизмат кўрсатган ходим) se udílí zaměstnancům bytových a komunálních služeb za služby při zlepšování služeb obyvatelstvu.
- Zasloužilý pracovník v komunikacích Republiky Uzbekistán (Ўзбекистон Республикасида хизмат кўрсатган алоқа ходими) se udílí pracovníkům komunikací za zásluhy o rozvoj a zlepšování komunikací.
- Zasloužilý umělec Republiky Uzbekistán (Ўзбекистон Республикасида хизмат кўрсатган артист) se udílí zástupcům tvůrčích profesí za zásluhy o rozvoj umění a vzdělávání tvůrčích pracovníků.
- Zasloužilý geolog Republiky Uzbekistán (Ўзбекистон Республикасида хизмат курсатган геолог) se udílí vysoce kvalifikovaným geologům, inženýrům a technickým pracovníkům v oblasti geologie, geofyziky, hydrogeologie, topografie a geodézie, zkušeným specialistům výzkumných a vzdělávacích institucí za skvělé služby v oblasti rozvoje geologie a průzkumu podloží, rozšiřování produkce geologického průzkumu, vytváření a posilování základny nerostných zdrojů, objevování ložisek nerostných surovin, vývoj a zavádění vyspělých a inovativních technologií šetrných k životnímu prostředí při průzkumu a těžbě a za školení pro zaměstnance průmyslu. Tento čestný titul byl zřízen 30. listopadu 2020.[32]
- Zasloužilý mentor mládeže Republiky Uzbekistán (Ўзбекистон Республикасида хизмат кўрсатган ёшлар мураббийси) se udílí pracovníkům a odborníkům národního hospodářství za jejich zásluhy o výuku profesionálních dovedností a pracovní kultury mladší generace.
- Zasloužilý novinář Republiky Uzbekistán (Ўзбекистон Республикасида хизмат кўрсатган журналист) se udílí novinářům a vydavatelům, kteří se vyznamenali kreativní a organizační činností za jejich zásluhy o rozvoj tisku.
- Zasloužilý zavlažovač Republiky Uzbekistán (Ўзбекистон Республикасида хизмат кўрсатган ирригатор) se udílí zaměstnancům organizací zabývajících se hydraulickou stavbou a využíváním vody za služby v oblasti zavlažování a závlahového zemědělství.
- Zasloužilý vynálezce a inovátor Republiky Uzbekistán (Ўзбекистон Республикасида хизмат кўрсатган ихтирочи ва рационализатор) se udílí autorům vynálezů a racionalizačních návrhů za zásluhy ve vývoji vynálezů a inovací.
- Zasloužilý ekonom Republiky Uzbekistán (Ўзбекистон Республикасида хизмат кўрсатган иқтисодчи) se udílí ekonomům a účetním ve všech odvětvích národního hospodářství za jejich zásluhy o posílení ekonomiky.
- Zasloužilý pracovník kultury Republiky Uzbekistán (Ўзбекистон Республикасида хизмат кўрсатган маданият ходими) se udílí zaměstnancům kulturních a vzdělávacích institucí, médií a institucí souvisejících s ochranou historických a kulturních památek za služby v oblasti rozvoje kultury.
- Zasloužilý architekt Republiky Uzbekistán (Ўзбекистон Республикасида хизмат кўрсатган меъмор) se udílí architektům za služby v oblasti rozvoje národní architektury a urbanismu a také za obnovu architektonických památek.
- Zasloužilý pěstitel bavlny Republiky Uzbekistán (Ўзбекистон Республикасида хизмат кўрсатган пахтакор) se udílí zaměstnancům zemědělských podniků a zaměstnancům příbuzných vzdělávacích, výzkumných a experimentálních institucí za zásluhy o rozvoj pěstování bavlny.
- Zasloužilý chovatel bource Republiky Uzbekistán (Ўзбекистон Республикасида хизмат кўрсатган пиллачи) se udílí zaměstnancům chovatelských podniků bource morušového a také zaměstnancům příbuzných vzdělávacích, výzkumných a experimentálních institucí s nimi spojených za služby v oblasti rozvoje chovu bource morušového.
- Zasloužilý pracovník průmyslu Republiky Uzbekistán (Ўзбекистон Республикасида хизмат кўрсатган саноат ходими) se udílí pracovníkům v průmyslovém sektoru a zaměstnancům příbuzných výzkumných institucí za služby v oblasti rozvoje průmyslu republiky.
- Zasloužilý pracovník ve zdravotnictví Republiky Uzbekistán (Ўзбекистон Республикасида хизмат кўрсатган соғлиқни сақлаш ходими) se udílí zdravotnickému personálu za jejich služby při rozvoji zdravotní péče v zemi.
- Zasloužilý trenér Republiky Uzbekistán (Ўзбекистон Республикасида хизмат кўрсатган спорт устози) se udílí trenérům, kteří dosáhli vynikajících výsledků za jejich zásluhy o rozvoj tělesné kultury a sportu.
- Zasloužilý sportovec Republiky Uzbekistán (Ўзбекистон Республикасида хизмат кўрсатган спортчи) se udílí sportovcům za dosažení vysokých sportovních výsledků.
- Zasloužilý pracovník dopravy Republiky Uzbekistán (Ўзбекистон Республикасида хизмат кўрсатган транспорт ходими) se udílí zaměstnancům všech typů pozemní, letecké i říční dopravy a zaměstnancům příbuzných výzkumných a vzdělávacích institucí za služby v oblasti rozvoje odvětví dopravy v zemi, včetně služeb souvisejících s výstavbou a provozem silnic.
- Zasloužilý pracovník civilního letectví Republiky Uzbekistán (Ўзбекистон Республикасида хизмат кўрсатган фуқаро авиацияси ходими) se udílí pracovníkům a specialistům letecké dopravy za služby v oblasti rozvoje všech oblastí civilního letectví v zemi.
- Zasloužilý pracovník veřejného vzdělávání Republiky Uzbekistán (Ўзбекистон Республикасида хизмат кўрсатган халқ таълими ходими) se udílí zaměstnancům vzdělávací sféry za jejich zásluhy o rozvoj veřejného vzdělávání v zemi.
- Zasloužilý chovatel hospodářských zvířat Republiky Uzbekistán (Ўзбекистон Республикасида хизмат кўрсатган чорвадор) se udílí zemědělským pracovníkům a zaměstnancům příbuzných výzkumných a vzdělávacích institucí za jejich velký přínos k rozvoji chovu zvířat.
- Zasloužilý právník Republiky Uzbekistán (Ўзбекистон Республикасида хизмат кўрсатган юрист) se udílí právníkům za zásluhy o rozvoj legislativy, posílení právního státu a práva a pořádku, jakož i za rozvoj právních věd a školení právnického personálu.
- Zasloužilý pracovník v zemědělství Republiky Uzbekistán (Ўзбекистон Республикасида хизмат кўрсатган қишлоқ хўжалик ходими) se udílí pracovníkům v zemědělství a zaměstnancům souvisejících výzkumných institucí za služby v oblasti rozvoje zemědělství.
- Zasloužilý stavitel Republiky Uzbekistán (Ўзбекистон Республикасида хизмат кўрсатган қурувчи) se udílí pracovníkům v oblasti stavebnictví a designu a zaměstnancům souvisejících výzkumných institucí za služby v oblasti rozvoje stavebnictví a stavebního průmyslu.
- Pýcha Uzbekistánu (Ўзбекистон ифтихори) se udílí vítězům sportovních soutěží na úrovni mistrovství světa a olympijských her, kteří svým vítězstvím přispěli k růstu prestiže, cti a slávy své vlasti. Tento čestný titul byl zřízen 28. srpna 1998.[33]

## Čestné uznání

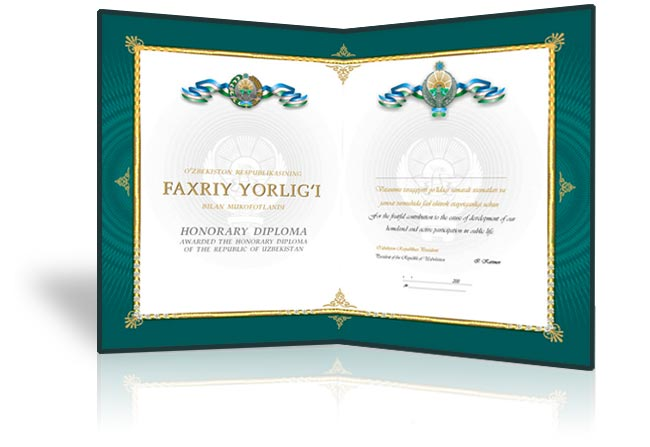
Čestné uznání Republiky Uzbekistán

Čestné uznání Republiky Uzbekistán se udílí občanům Uzbekistánu i cizincům, jakož i podnikům, institucím, organizacím, veřejným sdružením, tvůrčím týmům a vojenským jednotkám a administrativně-územním jednotkám za zásluhy o práci a armádu s přínosem pro stát.